# Radvilas Gorauskas
Radvilas Gorauskas, né le 3 février 1941, est un ancien joueur brésilien de basket-ball. Il évolue durant sa carrière au poste d'ailier.

## Palmarès
- Vainqueur de l'Universiade d'été de 1963